# Tiburcio Díaz Carrasco
Tiburcio Díaz Carrasco (n. 1896) fue un contable y sindicalista español.

## Biografía
Nacido en la localidad toledana Lominchar el 16 de julio de 1896, de profesión fue perito mercantil y contable. Llegó a trabajar para la Sociedad General Azucarera de España en Madrid. Miembro del PSOE y la UGT, ejerció como presidente de Sindicato Nacional de Azucareros y Alcoholeros de España. También fue miembro del Sindicato de Empleados de Oficinas de la UGT. Tras el estallido de la Guerra civil se unió a las fuerzas republicanas e ingresaría en el Cuerpo de Carabineros. Llegó a mandar la 8.ª División en el frente de Madrid. En el verano de 1937 asumió la jefatura de la 222.ª Brigada Mixta, unidad que mandó durante el resto de la contienda. Tras el final de la contienda se exiló en México, a donde llegó en julio de 1939. Allí sería uno de los fundadores de la Asociación de Inmigrantes Españoles de México (AIEM), de la que fue nombrado presidente. También formó parte del Círculo «Pablo Iglesias», de tendencia socialista. Falleció en el exilio mexicano.